# Fontignano

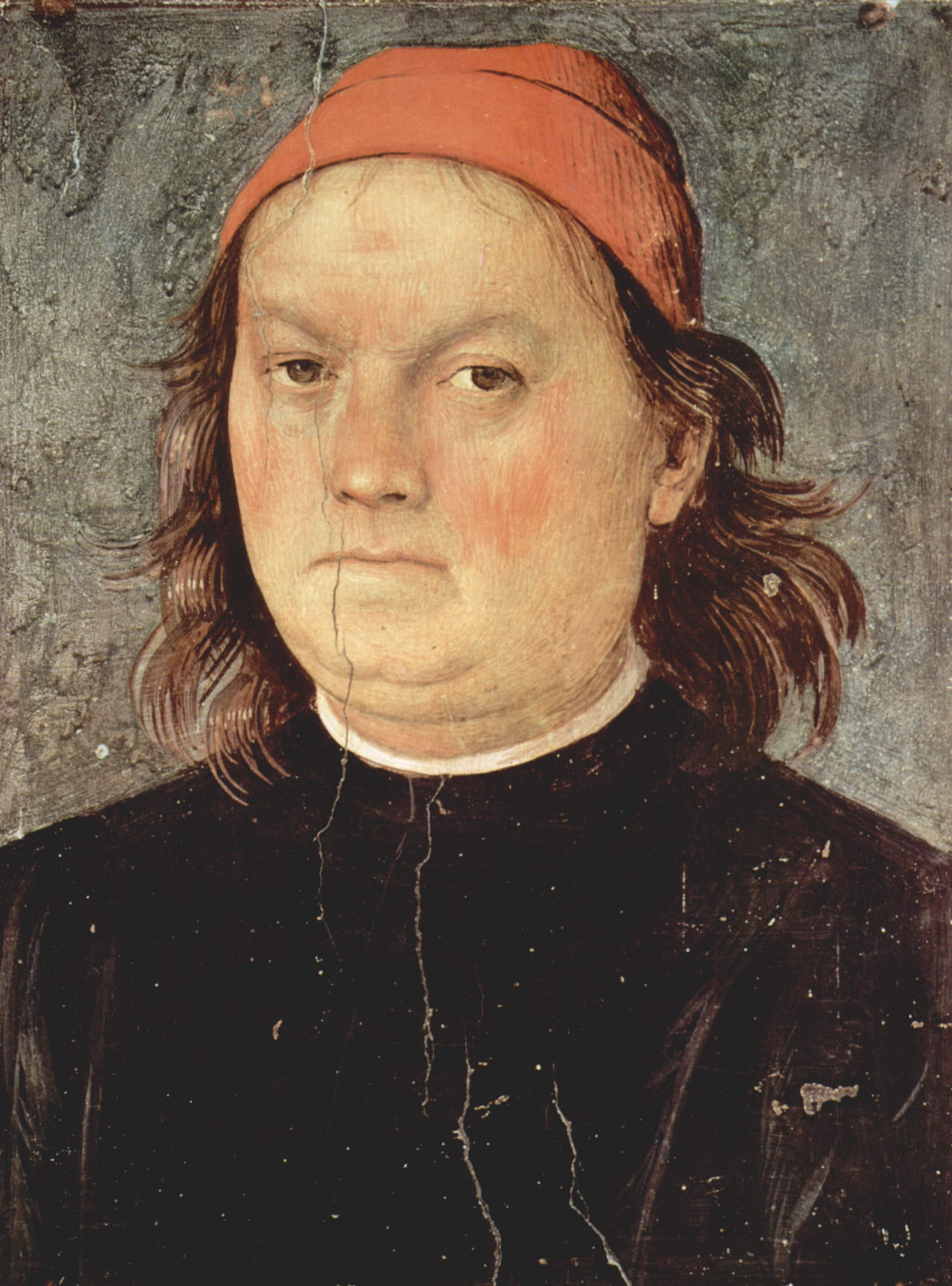
Autoportrait du Pérugin, Collegio del Cambio de Pérouse.

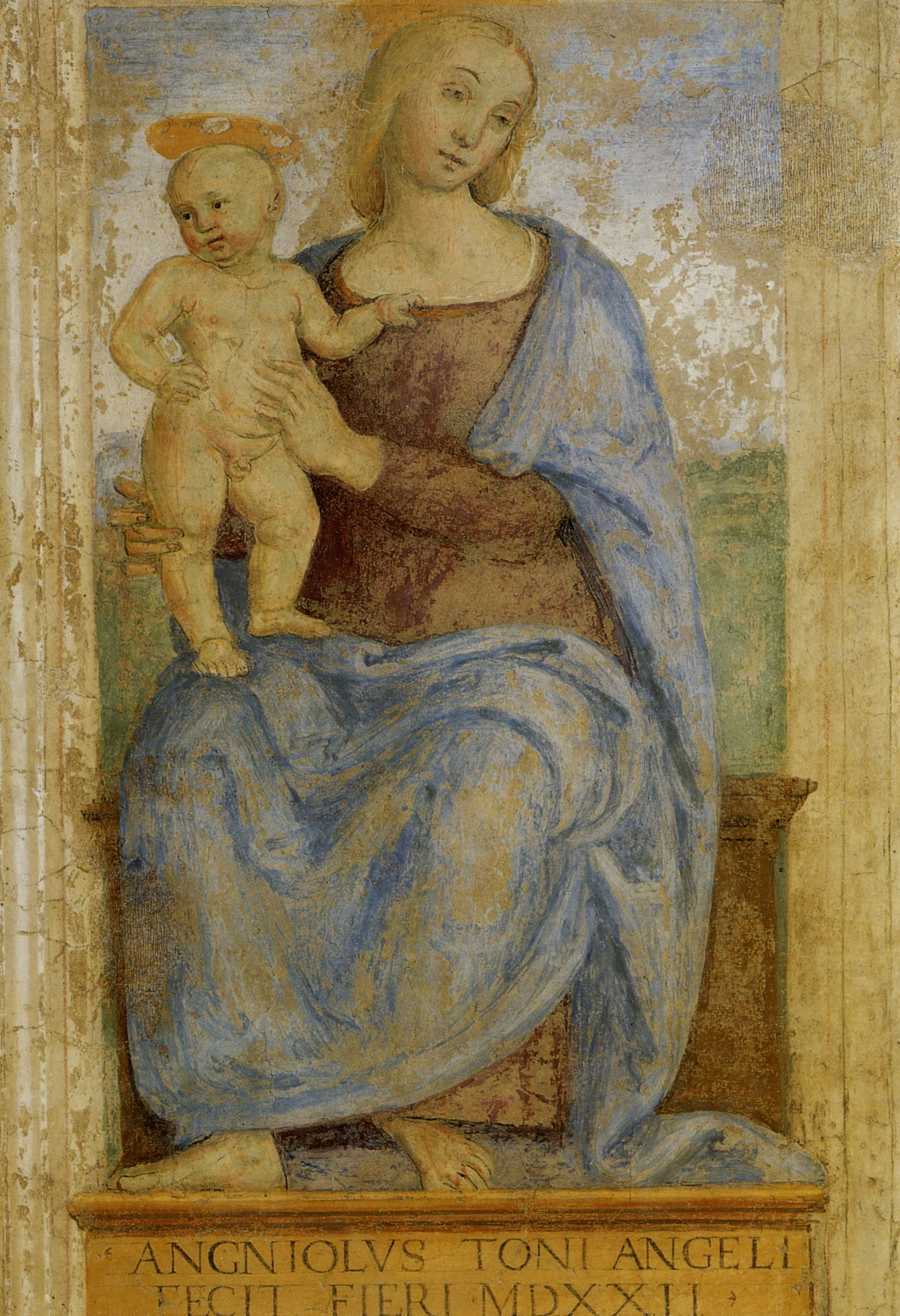
Fresque Vierge à l'Enfant, Oratorio dell'Annunciazione

Fontignano est une frazione de la commune de Pérouse en  Ombrie (Italie).

## Géographie
Le hameau, qui comptait une population de 855 habitants, se situe sur le flanc d'une colline le long de la  Strada statale 220 Pievaiola à 12 km à l'Ouest de Pérouse.

## Histoire
L'origine du nom remonterait à la « gens Fontinius », propriétaire des terrains sur lesquels s'est développé le hameau.
Un document de 1163 de Frédéric Barberousse inclut l'« Hospitale », un antique et important édifice encore présent aujourd'hui parmi les biens appartenant à la cathédrale de Pérouse.
En 1188 le château de la Pieve et celui de Fontignano se soumirent à la Commune de Pérouse tout en conservant leur propre statut et de représentants autonomes.
En 1415, une tentative de rébellion échoua et Pérouse restaura, avec ses propres deniers, les fortifications démolies à la suite des différents conflits.
Entre les XVe et XVIe siècles le pays a été souvent dévasté par les armées impériales de passage et par les luttes intestines des Baglioni pour le contrôle de Pérouse.

## Personnalités liées au hameau
- Le Pérugin : La tradition rapporte que le peintre Pietro Vannucci (1450-1523), dit Le  Pérugin, né à Città della Pieve, a été appelé à Fontignano afin de décorer l'église paroissiale et qu'il y serait mort victime de la peste et enseveli à proximité de l'église de l'Annunziata. 
Une recherche effectuée en 1911 permit d'en localiser la tombe et de récupérer les restes de l'artiste. En 1983, 500 ans après  la naissance de son élève Raphaël, une édition spéciale de timbres postaux a célébré les 460 ans de la mort de l'artiste.
- Matteo Balducci : peintre de la Renaissance né à Fontignano.

## Économie et manifestations
La position collinaire est propice au développement de l'agriculture et de la viticulture ; sont présentes également des activités de construction, de ferronnerie et de tourisme.
Pendant la seconde moitié du mois de juillet se déroule « la sagra Fontignano a tavola » une série de manifestations concernent les produits du terroir.

## Sites particuliers
- Église Santa Maria dell'Annunziata, dernier lieu de travail du Pérugin ; 
à l'origine l'église appartenait à la confraternité de l'Annunziata qui chargèrent le Pérugin, alors âgé d'environ 70 ans, de décorer l'édifice (1521-1522). 
Les œuvres réalisées sont :
  - La Nativité et L'Adoration des bergers, dans la tribune du maître-autel. Détaché en 1843 par les pères Paolotti di S. Spirito et vendu à un Anglais, il est désormais conservé au Victoria and Albert Museum de Londres. Actuellement remplacé par une copie.
  - La Vierge et l'Enfant, sur la paroi de droite ;
- Tombe en marbre du Pérugin (1940), surmontée par une stèle ;
- Édicule S. Maria della Cannella, avec l'image de la Vierge, à proximité d'une source ;
- Église paroissiale San Leonardo, restaurée en 1845, avec un campanile en brique ;
- Ruines du château medieval.

## Sources
- (it) Cet article est partiellement ou en totalité issu de l’article de Wikipédia en italien intitulé « Fontignano » (voir la liste des auteurs).